# Mauricio Ovando
Mauricio Ovando de la Quintana (La Paz, Bolivia, 1986) es un director de cine boliviano.

## Formación
Mauricio se formó en la carrera de Dirección de Cine en la Universidad Católica Boliviana. Posteriormente formó parte de la maestría en Documental de Creación en la Escuela de Cine Documental-Observatorio en Buenos Aires y de la maestría de Cinematografía Avanzada en la Escuela Internacional de Cine y Televisión de San Antonio de los Baños.

## Obra
La ópera prima de Mauricio Ovando, denominada Algo quema (2018), utiliza películas del archivo familiar de su abuelo, el militar y expresidente de facto boliviano Alfredo Ovando Candia. Esta película lo hizo acreedor del galardón a mejor director en el Buenos Aires Festival de Cine Independiente.